# Wright Aeronautical
Wright Aeronautical fue un fabricante estadounidense de aviones y motores localizado en Nueva Jersey, Estados Unidos. Construía aviones y suministraba motores de aviación a otros constructores.

## Historia
Esta compañía fue en principio llamada Wright Company. Esta se fusionó con Glenn L. Martin Company en 1916 para formar Wright-Martin Aircraft Corporation, pero Glenn Martin se retiró de la empresa en 1917. La compañía fue renombrada Wright Aeronautical en 1919. Frederick B. Rentschler y otros ingenieros abandonaron la empresa en 1924 para fundar Pratt & Whitney.
En mayo de 1923, la compañía Lawrance Aero Engine Company fue comprada por Wright Aeronautical, debido a que la Armada de los Estados Unidos estaba preocupada porque Lawrance no podía producir suficientes motores para sus necesidades. Lawrence se mantuvo como vicepresidente. En 1925, después que el presidente de Wright, Frederick B. Rentschler, dejara la compañía para fundar Pratt & Whitney, Lawrance lo reemplazó como presidente.
Wright Aeronautical se fusionó con Curtiss Aeroplane and Motor Company el 5 de julio de 1929 para formar la Curtiss-Wright Corporation.

## Productos

### Aviones
- Wright FW
- Wright F2W
- Wright XF3W
- Navy-Wright NW-1
- Navy-Wright NW-2
- Wright-Bellanca WB-1
- Wright-Bellanca WB-2 Columbia

## Otros tipos de avión
- Bellanca 77-140
- Dornier Do H

### Motores de aviación
- Wright-Hispano E
- Wright Gypsy
- Wright T-2
- Wright T-3 Tornado (V-1950)
- Wright V-720
- Wright IV-1460
- Wright IV-1560
- Wright Whirlwind series
  - Wright J-4 Whirlwind
  - Wright R-790 J-5 Whirlwind
  - Wright R-540 J-6 Whirlwind 5
  - Wright R-760 J-6 Whirlwind 7
  - Wright R-975 J-6 Whirlwind 9
  - Wright R-1510 Whirlwind 14
  - Wright R-1670 Whirlwind 14
- Wright Cyclone series
  - Wright R-1300 Cyclone 7
  - Wright R-1820 Cyclone 9
  - Wright R-2600 Cyclone 14 (Twin Cyclone)
  - Wright R-3350 Cyclone 18 (Duplex Cyclone)
  - Wright R-4090 Cyclone 22
- Wright R-1200 Simoon
- Wright R-2160 Tornado
- J59
- J61
- Wright J65
- Wright J67
- Wright TJ37